# Pseudorabdion montanum
Pseudorabdion montanum — вид змій родини полозових (Colubridae). Ендемік Філіппін.

## Поширення і екологія
Pseudorabdion montanum є ендеміками острова Негрос, де зустрічаються в горах Куернос-де-Негрос та в горах в районі Аюнгона. Вони живуть у вологих тропічних лісах, на висоті від 500 до 1600 м над рівнем моря.